# Bemban

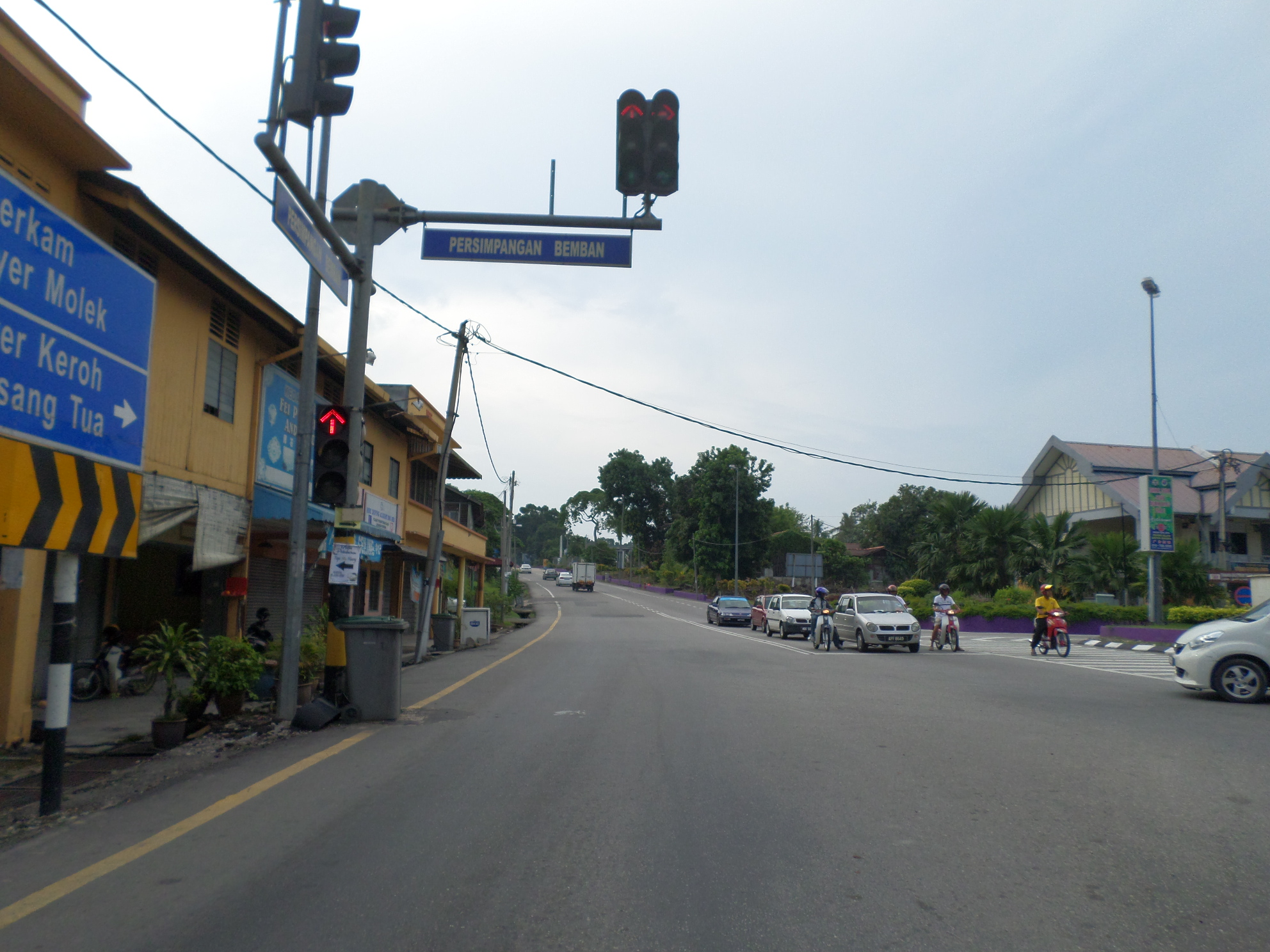
Bemban

Bemban is een plaats in de Maleisische deelstaat Malakka.
Bemban telt 315 inwoners.